# Cook Peak (Antarktika)
Der Cook Peak ist ein felsiger Berg im westantarktischen Marie-Byrd-Land. Im Königin-Maud-Gebirge ragt er 7 km westlich des Feeney Peak aus der Westwand des Goodale-Gletschers auf.
Der United States Geological Survey kartierte ihn anhand eigener Vermessungen und Luftaufnahmen der United States Navy aus den Jahren von 1960 bis 1964. Das Advisory Committee on Antarctic Names benannte ihn 1967 nach David L. Cook, Logistikassistent der Überwinterungsmannschaft auf der McMurdo-Station im Jahr 1965.